# Zoommeer
Lo Zoommeer è un lago artificiale della provincia della Zelanda nei Paesi Bassi. Situato al limite della provincia della Zelanda, si trova a sud dell'ex-isola di Tholen e a ovest della città di Bergen op Zoom, da cui il nome.
Attraverso il Canale Schelda-Reno, lo Zoommeer è connesso con il Krammer e, quindi, col Volkerak.

## Storia
Il braccio di mare da cui deriva lo Zoommeer si formò nel 1530 in seguito all'inondazione di San Felice nell'area ove si trovava la città di Reimerswaal.
Fino al 1980 l'area faceva parte della Schelda orientale ed era soggetta alle maree del Mare del Nord.
Lo Zoommeer è stato creato attraverso la costruzione dell'Oesterdam, della Markiezaatskade e del Canale Schelda-Reno, una via d'acqua che connette Anversa con Rotterdam.

## Ambiente
La qualità dell'acqua dello Zoommeer è stata a lungo problematica a causa del proliferare dei cianobatteri, alghe microscopiche.